# Градобоев, Игорь Владимирович
Игорь Владимирович Градобоев (бел. Ігар Уладзіміравіч Градабоеў; 28 сентября 1971, Гомель — 26 мая 2013, Бобруйск, Могилёвская область) — белорусский футболист, полузащитник.

## Карьера
Воспитанник гомельского футбола, начинал карьеру в местном «Гомсельмаше». С 1992 года выступал за бобруйский «Фандок», а с 1995 года в течение десяти лет защищал цвета бобруйской «Белшины». Вместе со своим братом-близнецом Эдуардом Градобоевым был одним из лидеров тогдашнего бобруйского футбола, долгое время был капитаном «Белшины». Помог бобруйскому клубу выиграть все трофеи: три Кубка Белоруссии и чемпионат в 2001 году.

## После завершения карьеры
Закончил карьеру игрока в 2005 году. После этого работал в системе «Белшины» детским тренером. Умер 26 мая 2013 года.

## Достижения
- Чемпион Белоруссии: 2001
- Серебряный чемпионата Белоруссии: 1997
- Бронзовый чемпионата Белоруссии: 1996, 1998
- Обладатель Кубка Белоруссии: 1996/97, 1998/99, 2000/01